# Губина (Тюменская область)
Губина — деревня в Суерском сельском поселении Упоровского района Тюменской области. Расстояние до областного центра города Тюмени 168 км, районного центра села Упорово 26 км.

## География
Расположена на левом берегу реки Тобола на автодороге Суерка- Старая Шадрина..

## История
Деревня Губина впервые упоминается в метрической книге Богородицкой церкви слободы Суерской 22 января 1758: 
Женился Суерского острогу деревни Губиной крестьянин Сергей Букин первым браком, того Суерского острогу крестьянина Ивана Постовалова на дочери его девице Матрене.
Основали деревню Губина (называлась еще Новая Губина) сыновья Петра Губина — Наум, Василий, Евдоким, Степани Данил, они же основали и Старую Губину она же Колунина.
- В 1912 году в деревне была школа грамоты, хлебозапасной магазин, 10 ветряных мельниц, пожарная.[4]
- В годы Великой Отечественной войны ушли на фронт 68 человек из них 30 человек не вернулись домой.[4]

Административно-территориальное деление
До 1796 года относилась к слободе Суерской, с 1796 года в составе Поляковской волости, с 1870 года в Суерской волости, с 1919 года в составе Суерского сельсовета.

## Население
| 1782 | 1816 | 1834 | 1858 | 1897 | 1989. | 2002 | 2010 |
| 172  | 215  | 241  | 291  | 237  | 69    | 41   | 23   |

## Сельское хозяйство
- В 1929 году образован колхоз «Пчела», в 1950 году вошёл в состав колхоза им. Хрущева, образованного из колхозов «Север» (д. Колунина), «Зерно» (с. Суерка). В 1956 году колхоз им. Хрущева укрупнили, в него вошел колхоз «Память Жданова» Бызовского сельсовета, колхоз получил название «Память Ленина».[4]
- В советский период была ферма КРС, клуб, магазин, начальная школа, детские ясли. В 1990-е годы после реформирования колхоз ликвидировали, школу закрыли. Жители деревни занимаются личным подсобным хозяйством.[4]

## Галерея

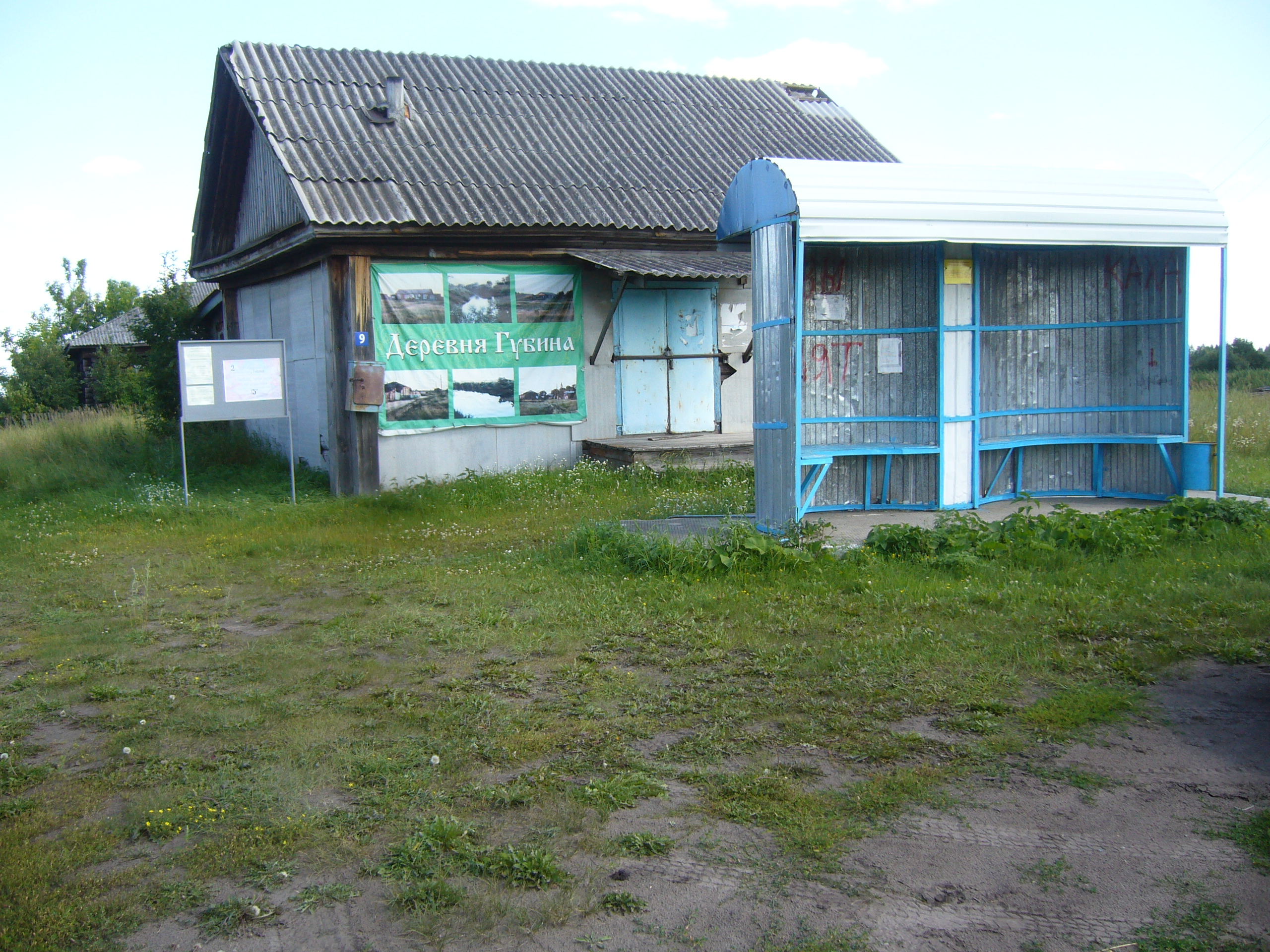
Клуб
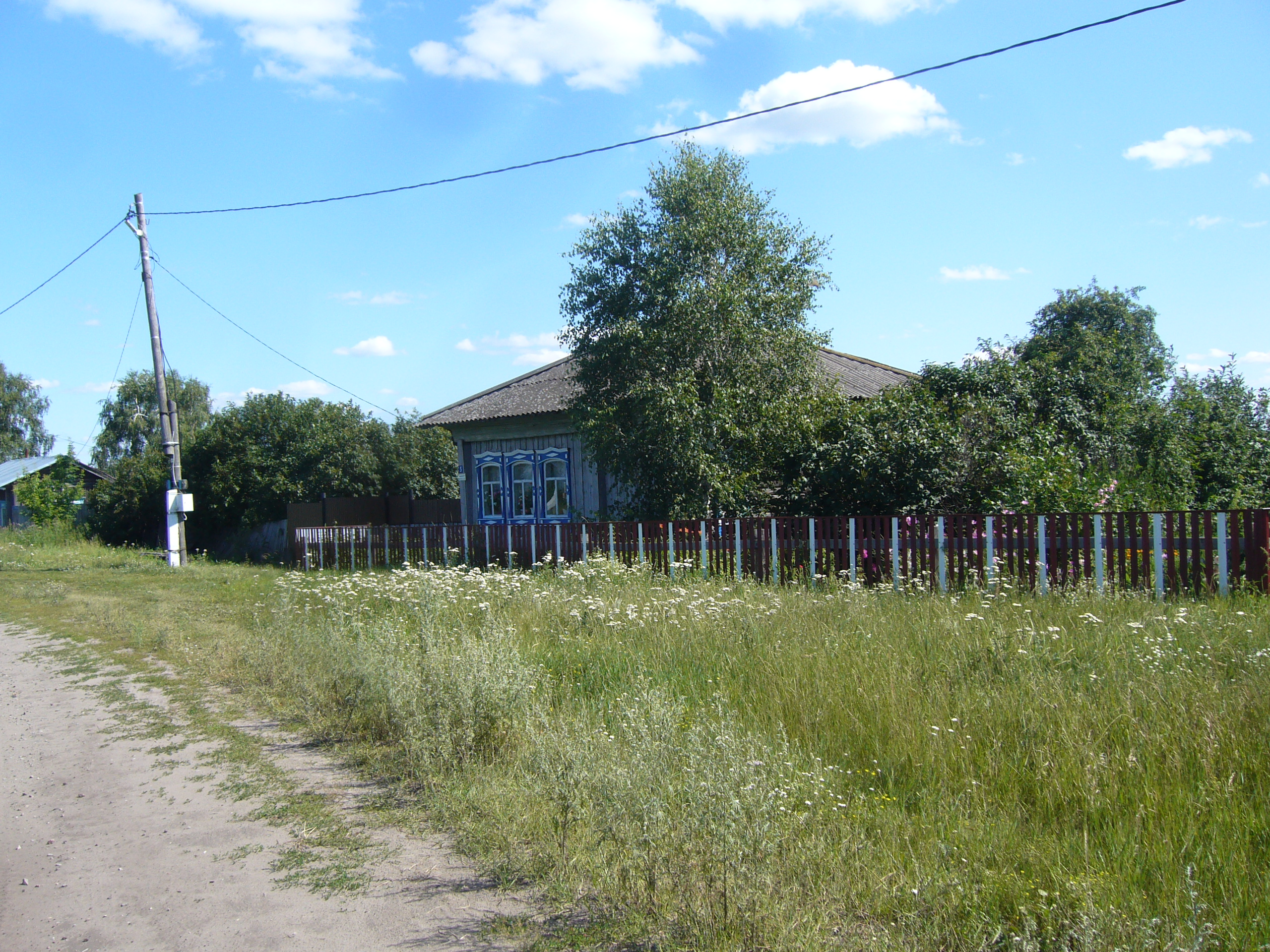
д.Губина
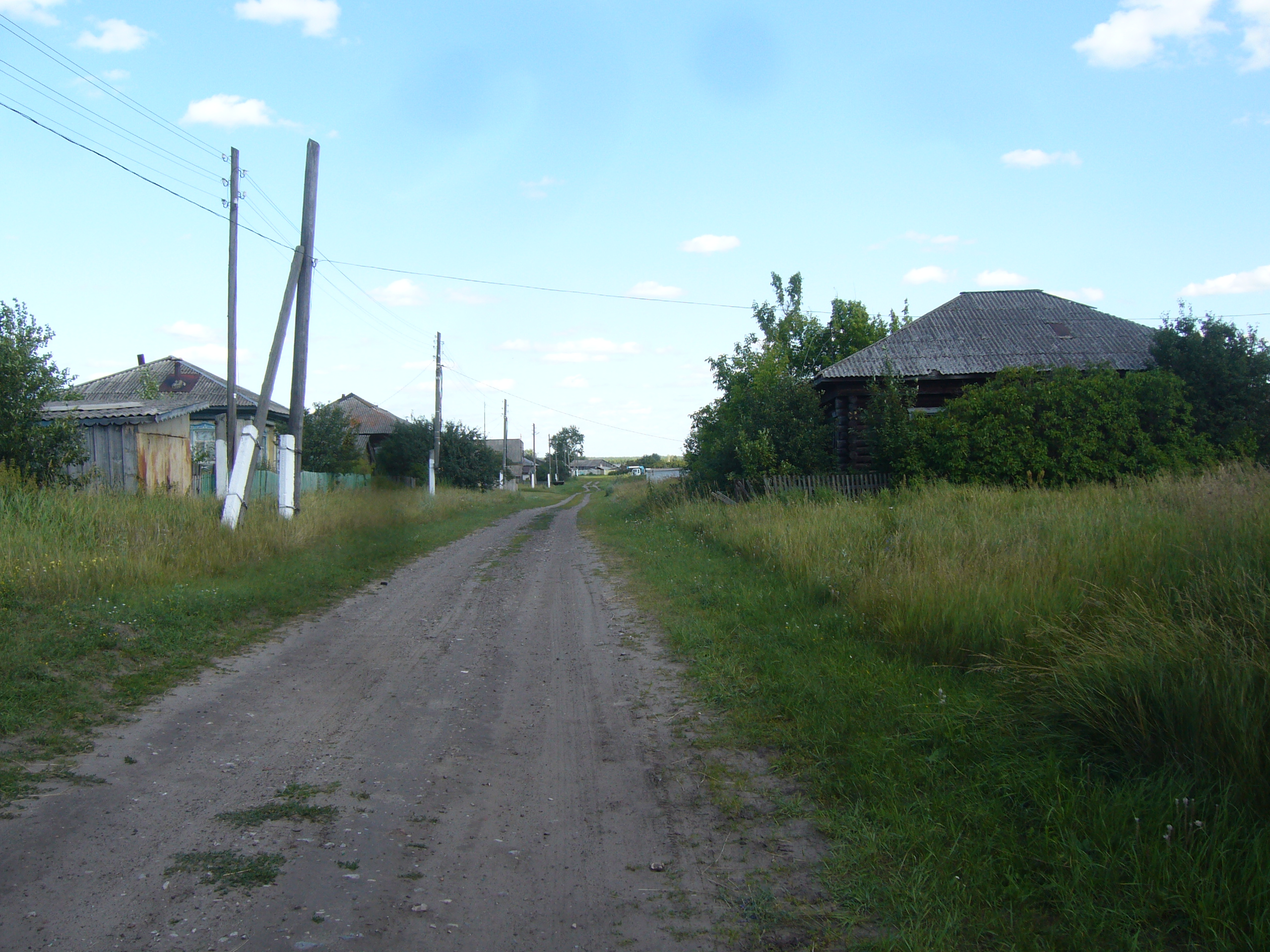
д.Губина
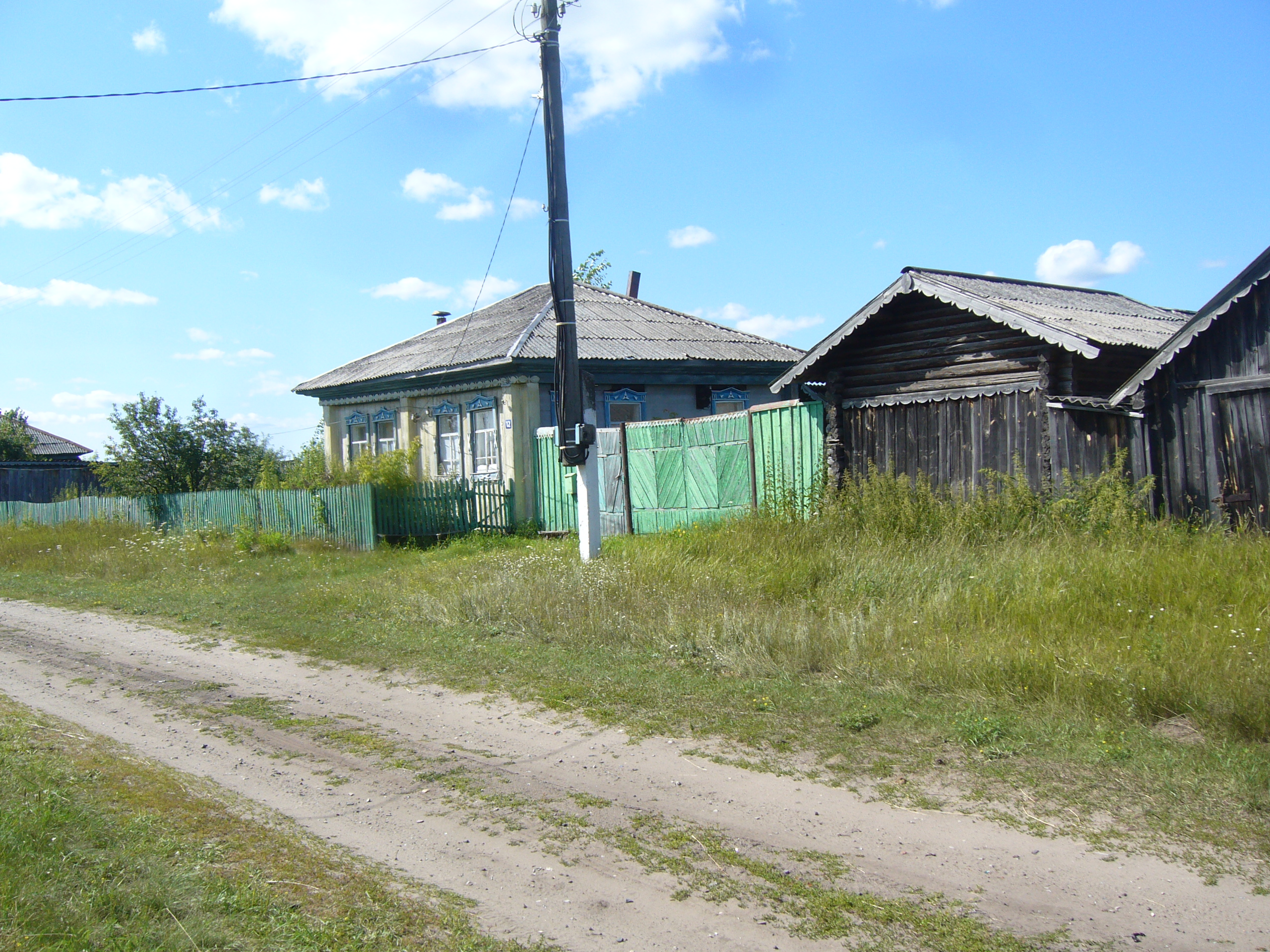
д.Губина
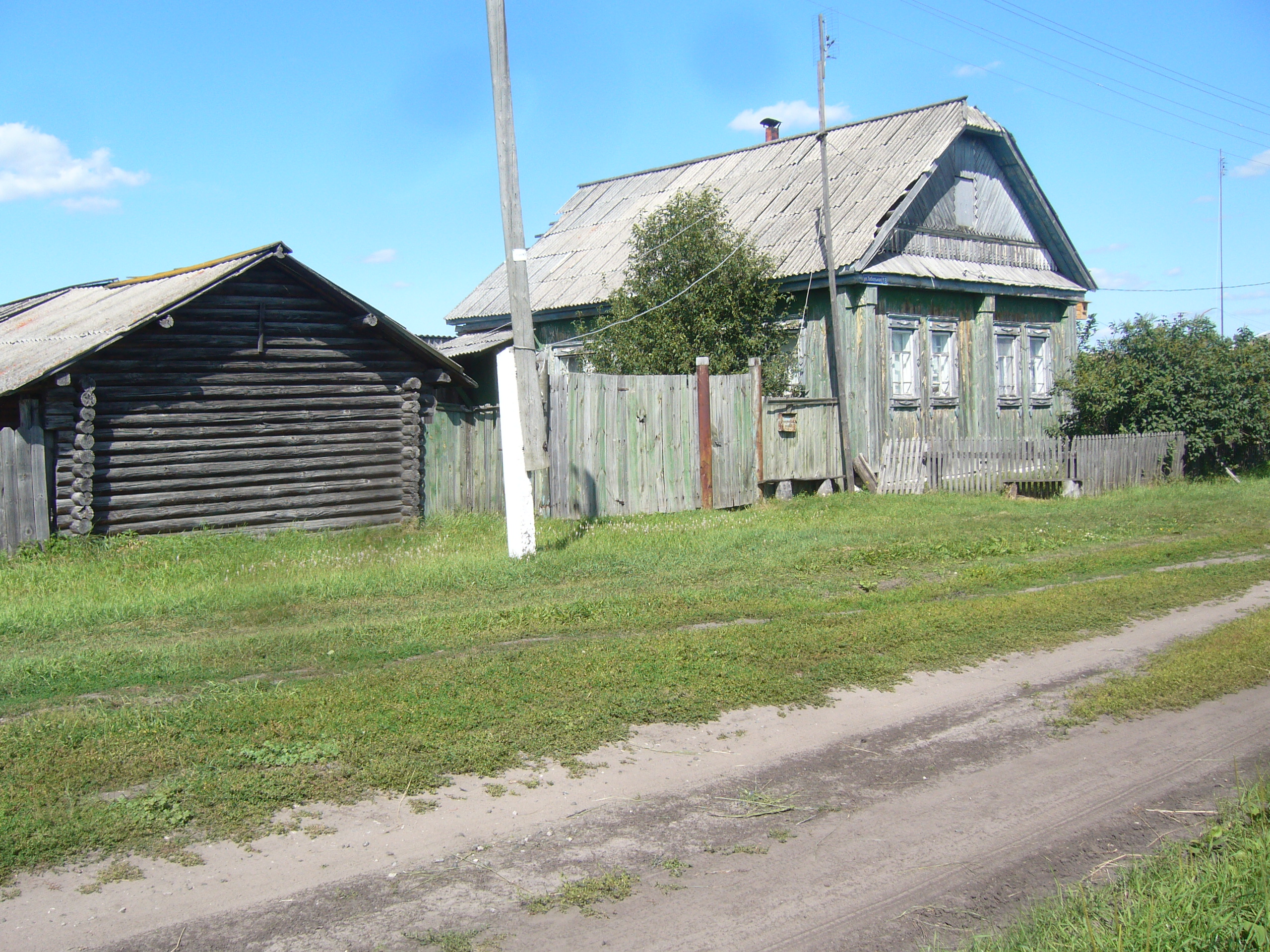
д.Губина
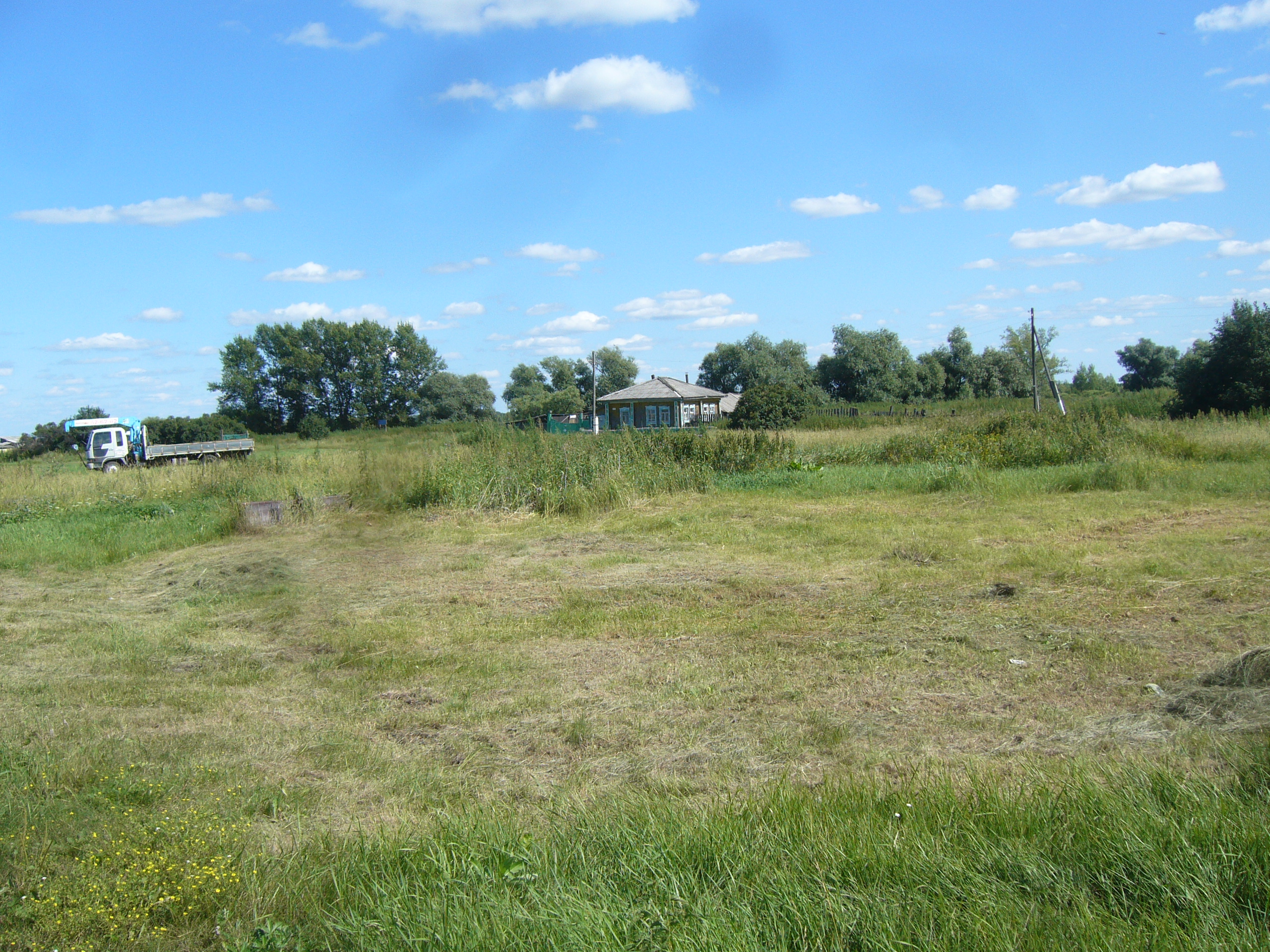
д.Губина
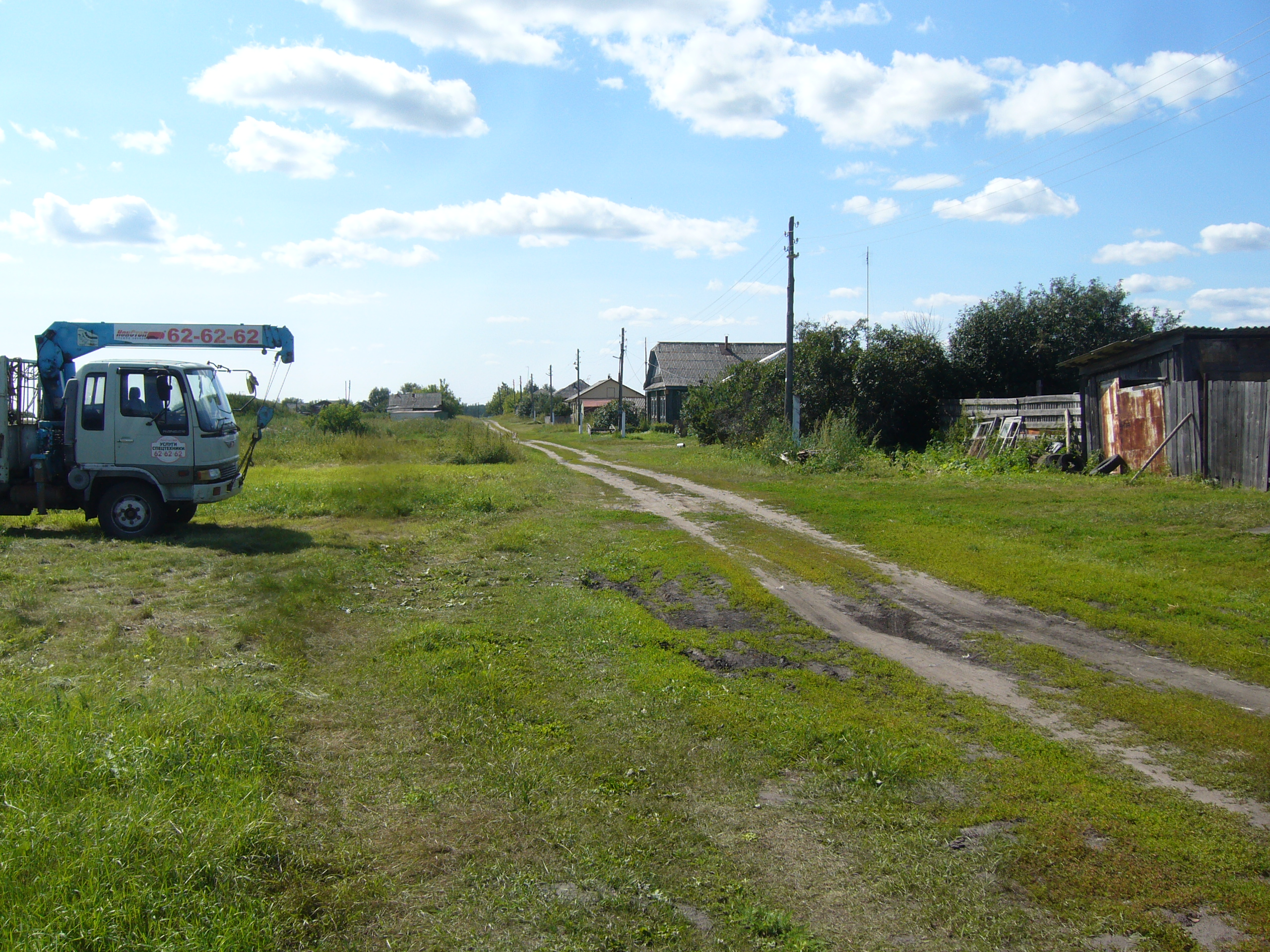
д.Губина
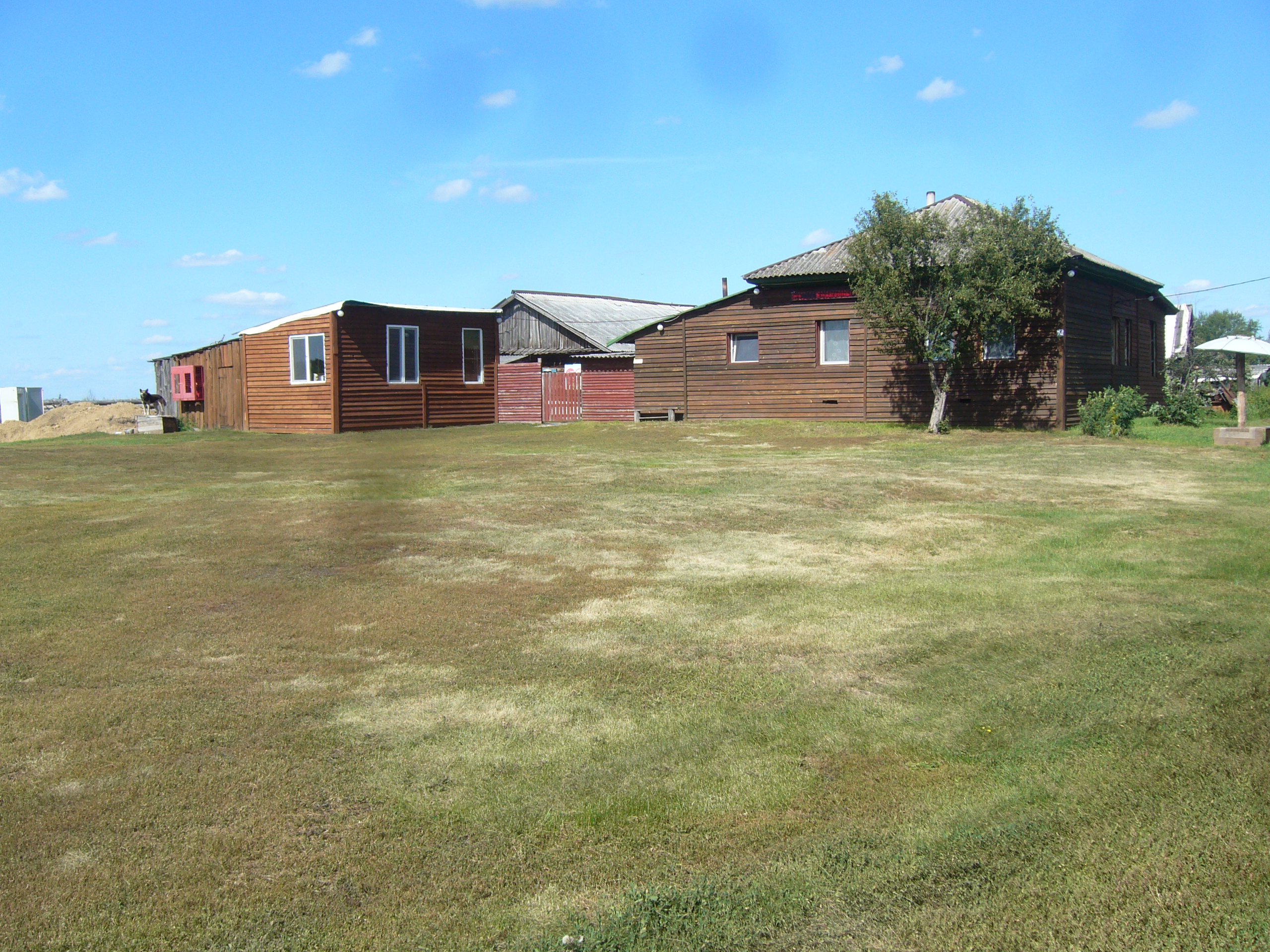
д.Губина
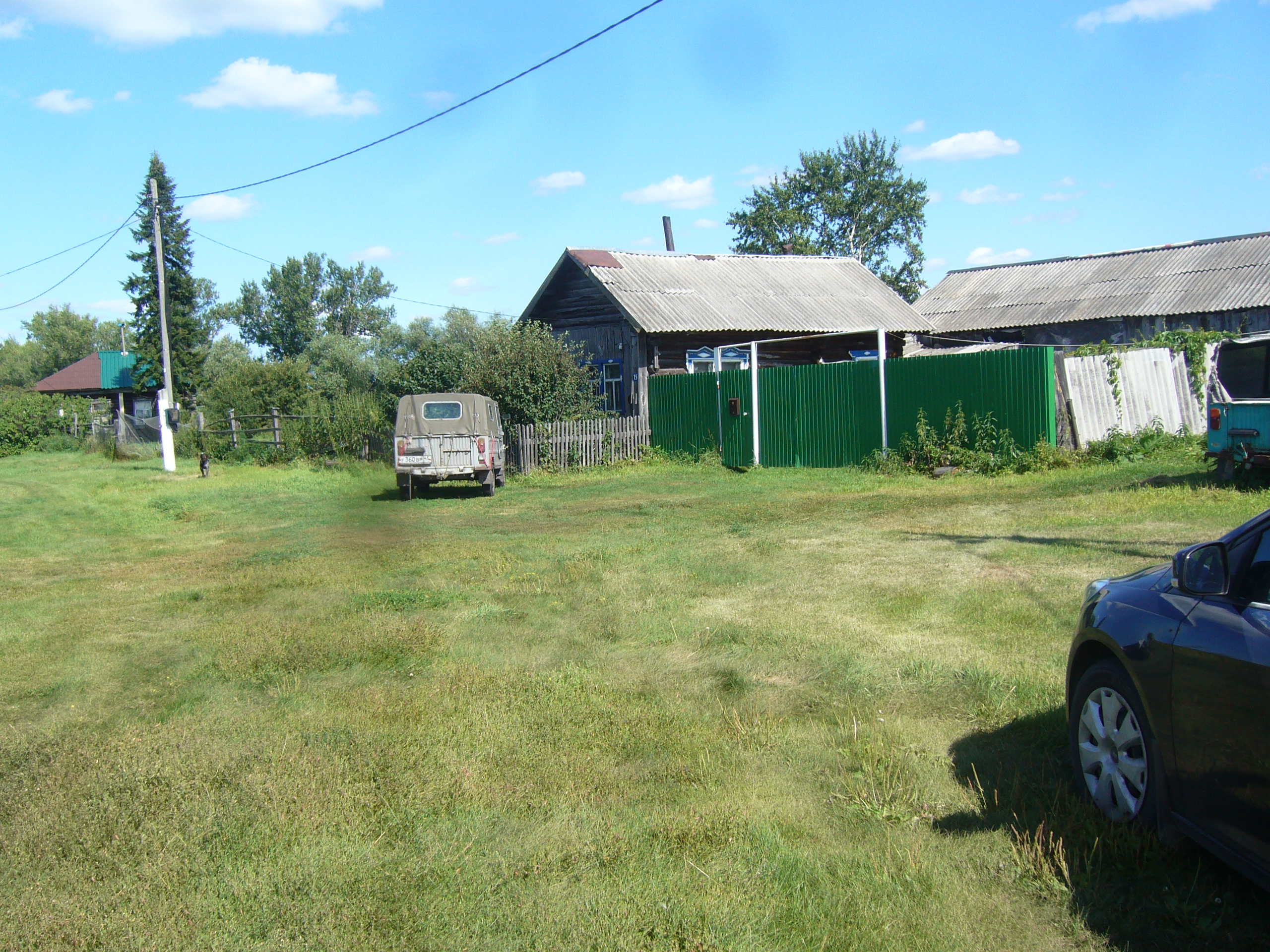
д.Губина
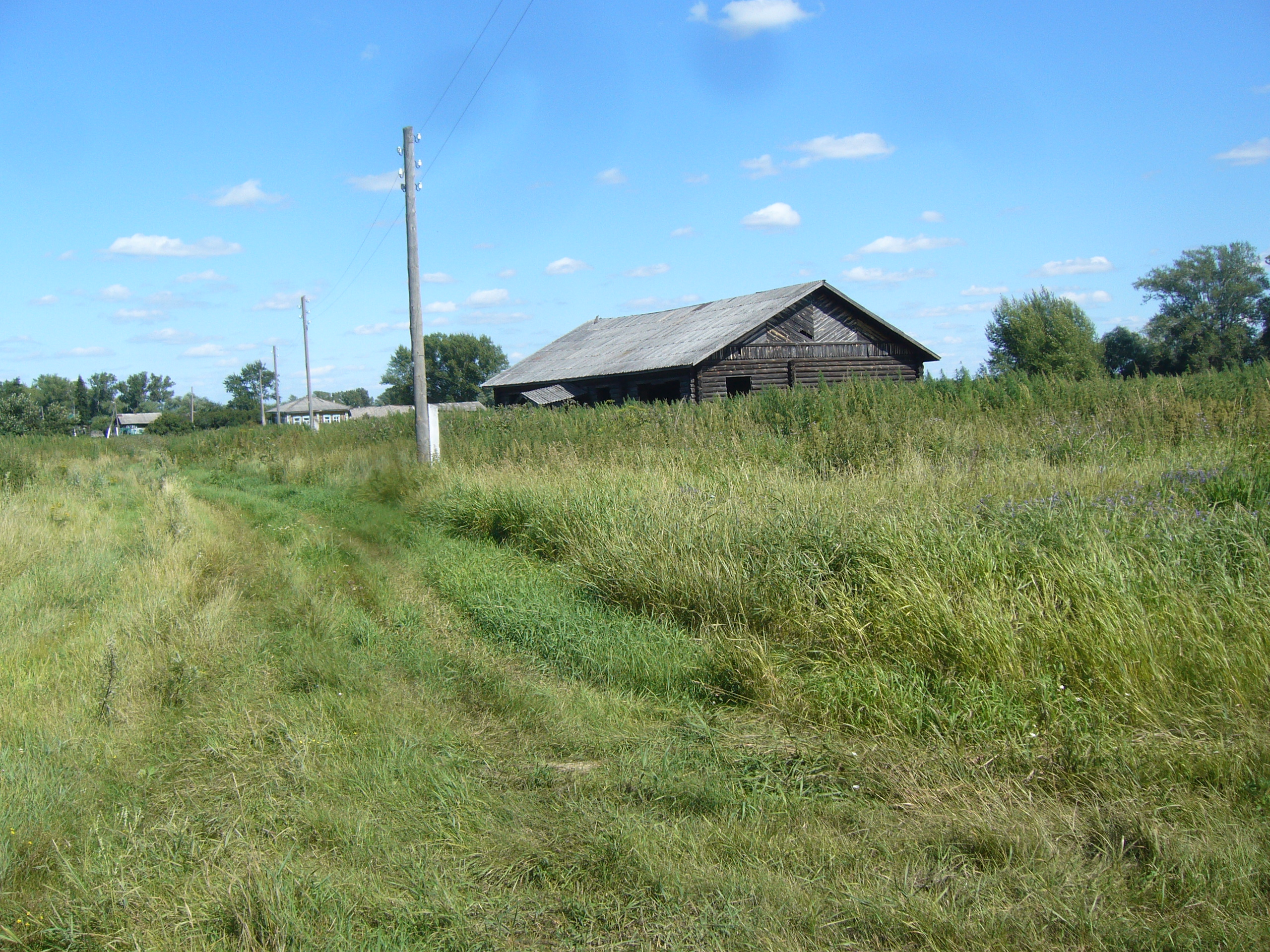
д.Губина
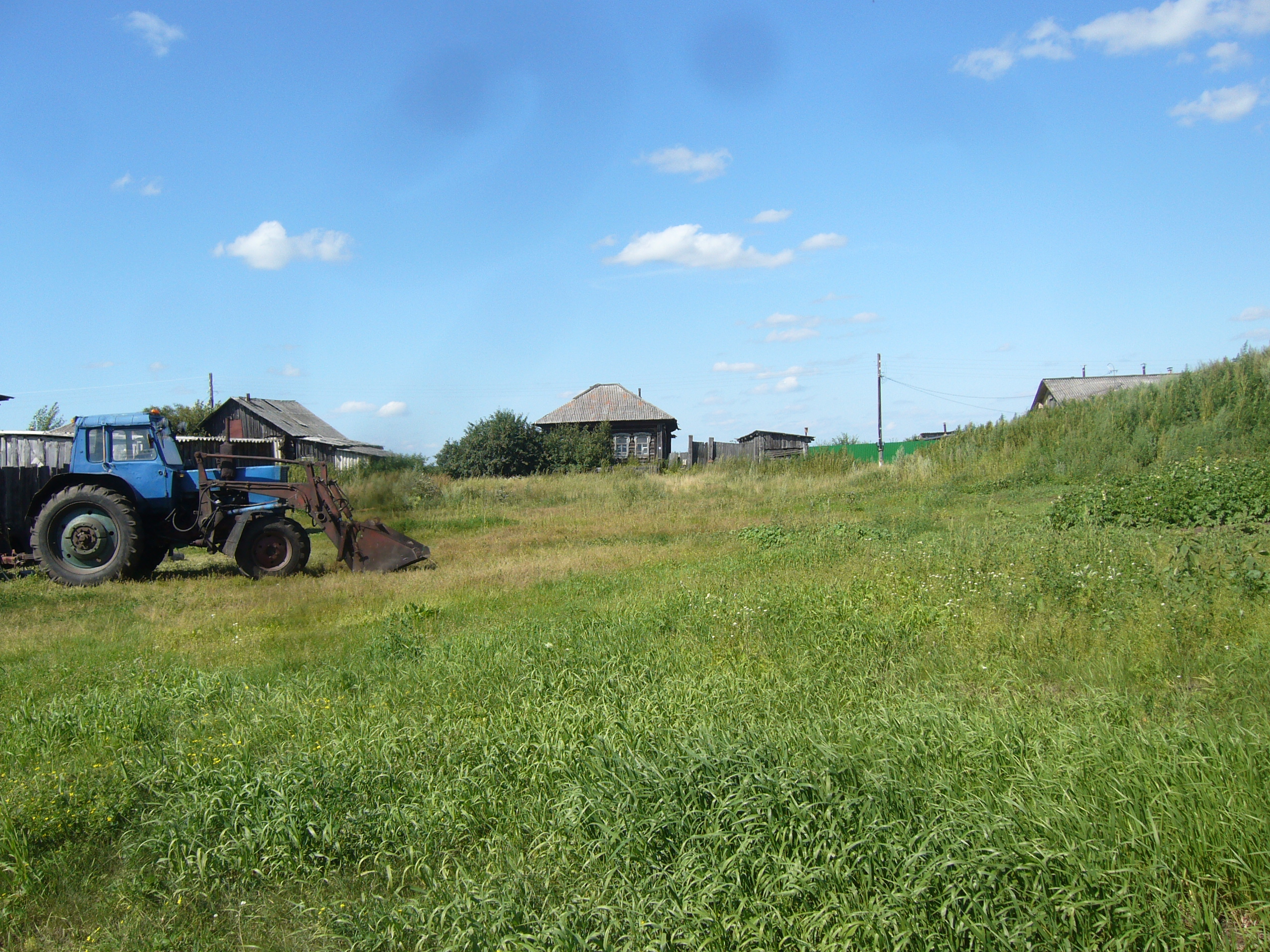
д.Губина